# جامعة راجشاهي
جامعة راچشاهي (بنغالي: রাজশাহী বিশ্ববিদ্যালয়) هي جامعة تقع في مدينة راجشاهي في البنغلاديش. اسست عام 1954 م.